# Parc national de Lemmenjoki
Le parc national de Lemmenjoki (Lemmenjoen kansallispuisto en finnois) est un parc national du nord de la Finlande, en Laponie. Il a été fondé en 1956 et a depuis été agrandi deux fois. Sa superficie totale est de 2 850 kilomètres carrés, ce qui en fait le plus grand parc national de Finlande et l’un des plus grands d’Europe. Il représente à lui seul 30 % de la superficie totale des parcs nationaux du pays. Le parc est nommé d’après la rivière Lemmenjoki, une rivière de 80 kilomètres de long qui le traverse.
Il est partagé entre les communes d'Inari et Kittilä.

## Géographie
Il est constitué de forêts primaires de pins et de marais, les principaux sommets étant coiffés de toundra.
La vallée de la rivière Lemmenjoki marque le cœur historique du parc, qui a depuis sa création été agrandi à deux reprises. Cette rivière est dominée de près de 400 mètres par des sommets très sauvages, donnant à la vallée un caractère unique en Finlande. En été, des bateaux touristiques remontent la rivière, navigable sur 22 km.
Les autres cours d'eau importants sont la Vaskojoki, l'Ivalojoki et la Kietsimäjoki, cette dernière faisant frontière avec la Norvège et le parc national d'Anárjohka. L'ouest du parc, marquant la source des quatre rivières principales, est très marécageux.
Une des particularités du parc est d'abriter également des concessions d'orpaillage (36 en tout) et une centaine de chercheurs d'or travaillant en été, bien loin cependant de la ruée de la fin des années 1940. Les camps principaux disposent de deux terrains d'atterrissage pour petits avions. 
Les chercheurs d'or doivent maintenant partager l'espace avec des randonneurs toujours plus nombreux, qui peuvent y voir élans, aigles royaux, chouettes lapones, ours bruns et plus rarement gloutons ou loups. Les éleveurs lapons continuent quant à eux l'élevage extensif des rennes, qui a succédé à la chasse des rennes sauvages après l'extermination de l'espèce au XIXe siècle.
Le parc a été déclaré site Ramsar depuis 2004 pour l'intérêt de ses zones humides.

## Galerie photographique

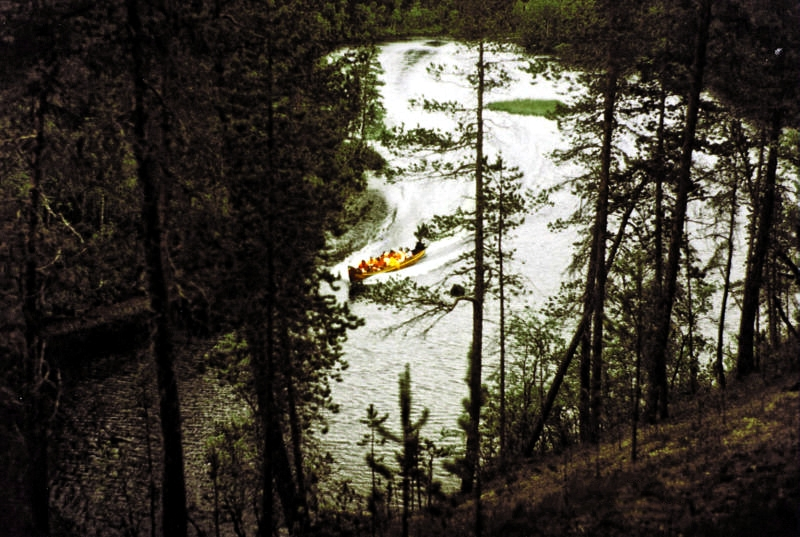
La Lemmenjoki.
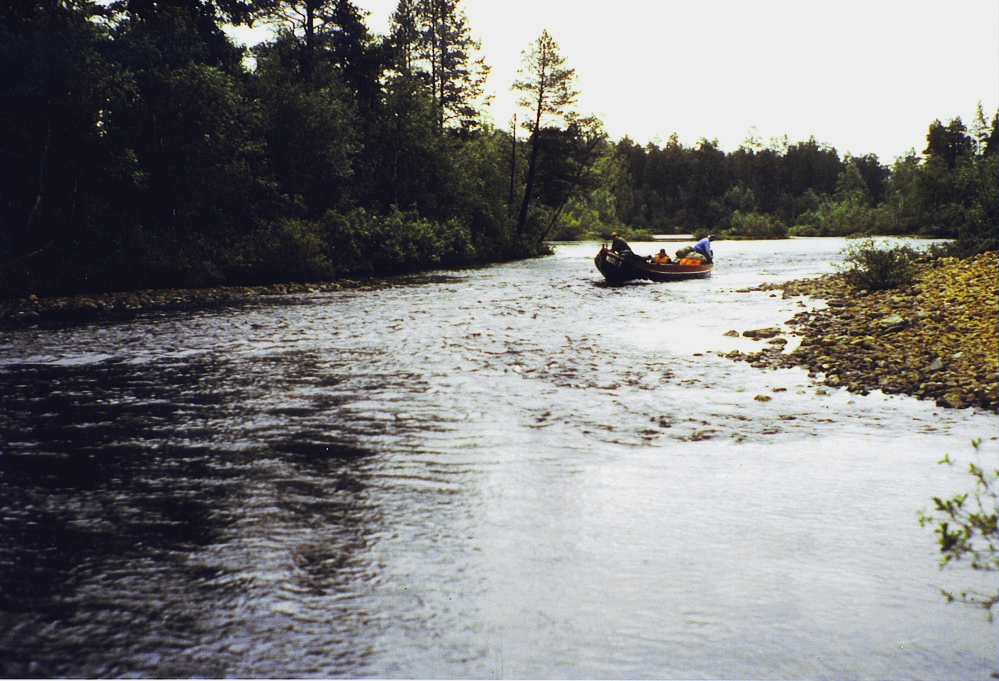
La Lemmenjoki.
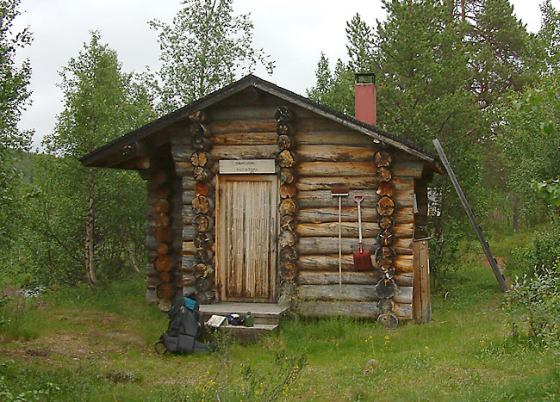
Hutte d'Oahujoki.

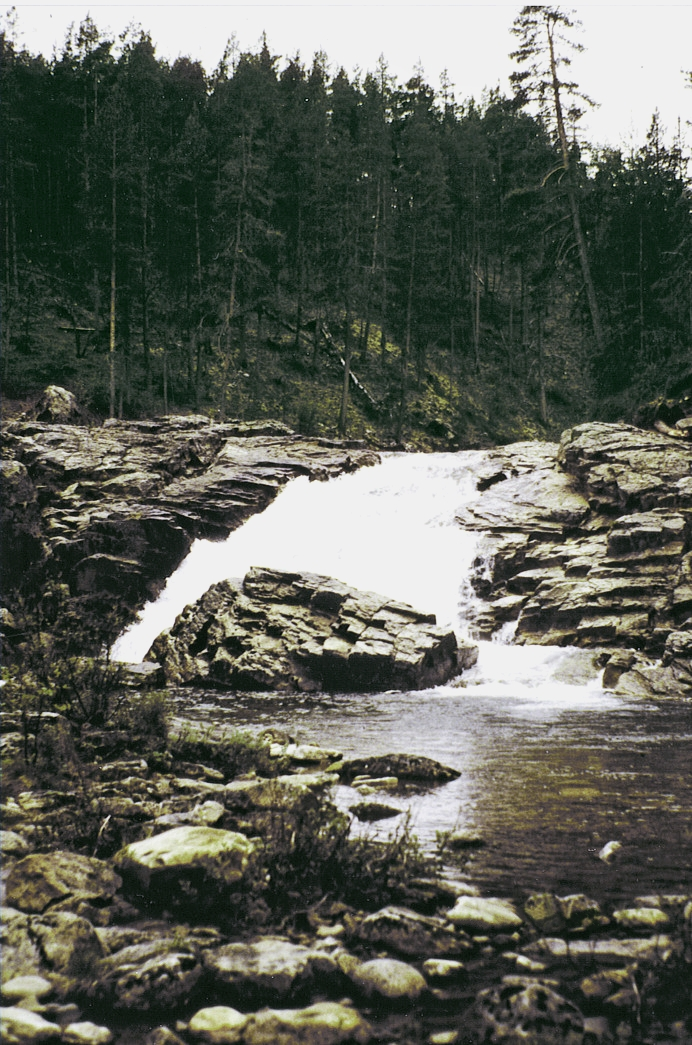
Chute de Ravadasköngäs.
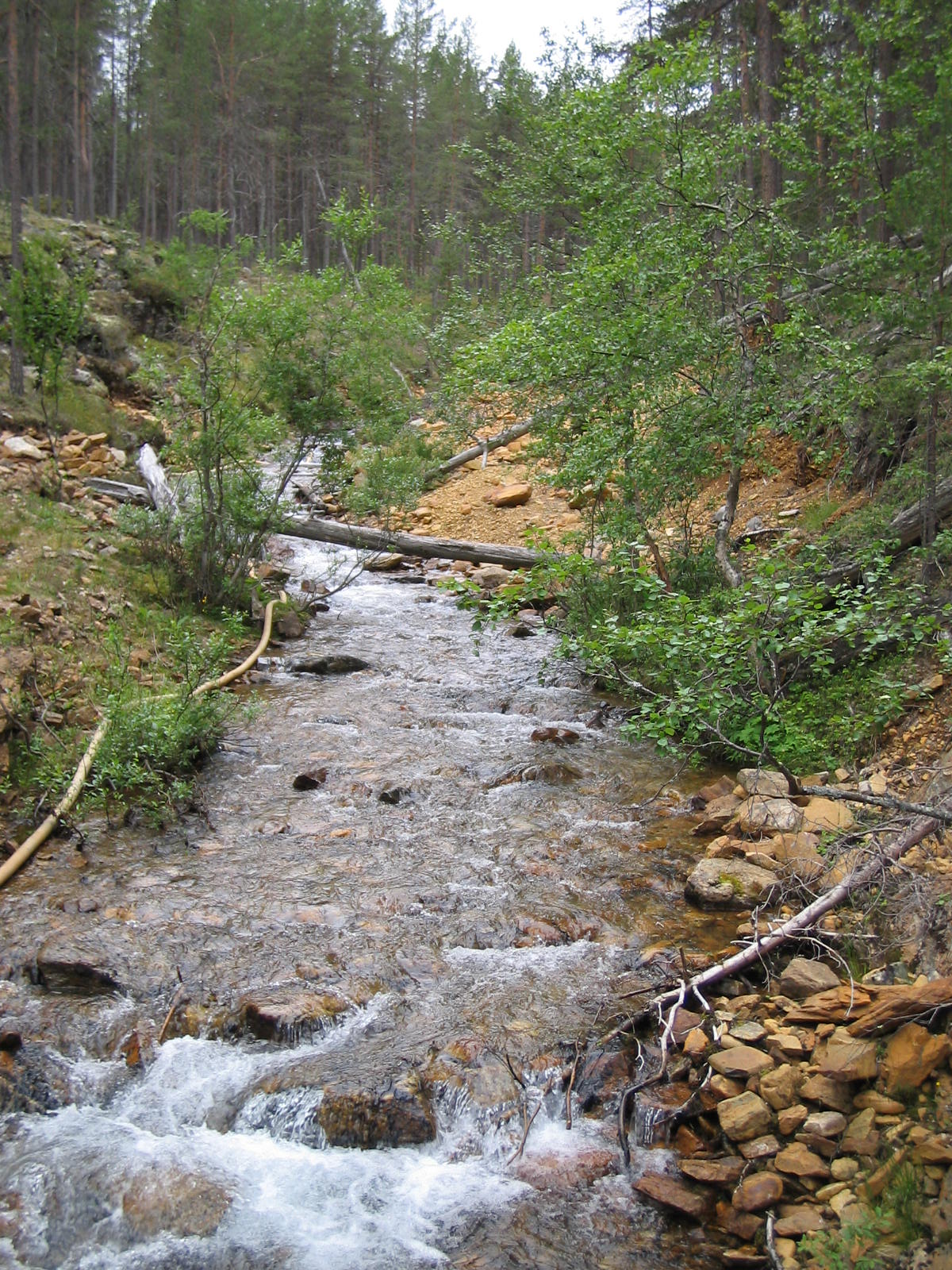
La Lemmenjoki.
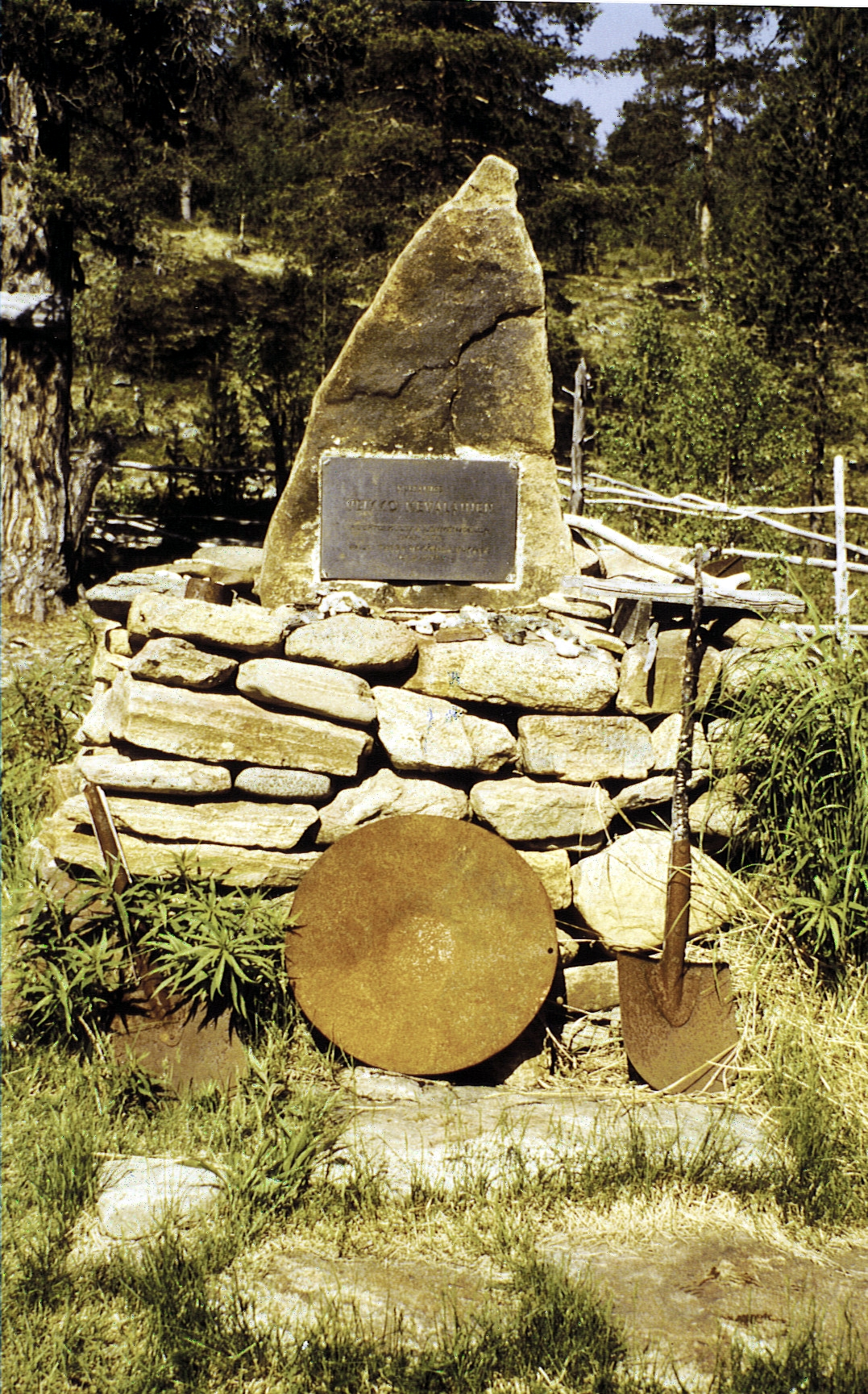
Mémorial de Veikko Nevalainen.